# NGC 906

NGC 906

إن جي سي 906 (بالفرنسية: NGC 906)‏ التي يرمز لها بالرمز NGC 906، هي مجرة، في كوكبة المرأة المسلسلة.

## الاكتشاف
اكتشفت في 30 أكتوبر 1878، بواسطة إدوارد ستيفان.